# Cantó de Grandvillars
El cantó de Grandvillars és un cantó francès del departament del Territori de Belfort, situat al districte de Belfort. Té 14 municipis i el cap és Grandvillars.

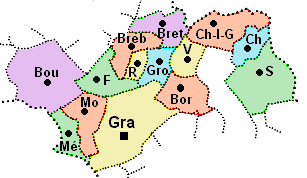
Municipis del Cantó de Grandvillars

## Municipis
- Boron (Bor)
- Bourogne (Bou)
- Brebotte (Breb)
- Bretagne (Bret)
- Chavanatte (Ch)
- Chavannes-les-Grands (Ch-l-G)
- Froidefontaine (F)
- Grandvillars (Gra)
- Grosne (Gro)
- Méziré (Mé)
- Morvillars (Mo)
- Recouvrance (R)
- Suarce (S)
- Vellescot (V)

## Història
| Data d'elecció                           | Identitat       | Partit                       | Qualitat |
| ---------------------------------------- | --------------- | ---------------------------- | -------- |
| 1964-1970                                | M. Viellard     | Divers droite                |          |
| 1970-2008                                | Jean Monnier    | PS, després MDC, després MRC |          |
| 2008-                                    | Christian Rayot | Republicans de Progrés       |          |
| les dades anteriors no són pas conegudes |                 |                              |          |
|                                          |                 |                              |          |